# نیژنیه مولبکی
نیژنیه مولبکی (به لاتین: Nizhneye Mulebki) یک منطقهٔ مسکونی در روسیه است که در داغستان واقع شده‌است.